# Aandacht
Aandacht is het cognitief proces van het gericht waarnemen van de omgeving. Aandacht wordt soms ook opgevat als het toekennen van verwerkingscapaciteit. Het is verwant aan begrippen als: alertheid, concentratie en selectief verwerken van informatie. Voorbeelden zijn het naar iemand luisteren in een drukke omgeving, het kijken naar een spannende film op de televisie, of het geconcentreerd volgen van de bal door een tennisspeler.

## Algemeen
Aandacht kan variëren in intensiteit (sterkte) en selectie (scherpte). Aandacht kan verslappen in een toestand van slaperigheid, of als men door iets anders wordt afgeleid. Het is een van de meest onderzochte onderwerpen binnen de psychologie en de cognitieve neurowetenschappen. Van de verschillende cognitieve processen in het menselijke brein (beslissen, geheugen, emotie, enz.) wordt verondersteld dat aandacht de meest concrete is, omdat het veel te maken heeft met perceptie. Aandacht is daarom de poort naar de rest van cognitie.
William James, een van de eerste grote psychologen, formuleerde de beroemdste definitie van aandacht:
Everyone knows what attention is. It is the taking possession by the mind in clear and vivid form, of one out of what seem several simultaneously possible objects or trains of thought... It implies withdrawal from some things in order to deal effectively with others.
Aandacht is ongetwijfeld een van de meest kenmerkende eigenschappen van ons bewustzijn. Aandacht supervenieert over ons bewustzijn: bij afwezigheid van aandacht is er ook geen bewustzijn. Desondanks kunnen er nog steeds onbewust waarnemingen worden gedaan, die soms later bewust kunnen worden gemaakt door verschuiving van de aandacht.

De snelheid waarmee aandacht kan wisselen en het vermogen om meerdere dingen tegelijk in de gaten te houden zijn onderwerp van veel neuropsychologisch onderzoek. Het is bijvoorbeeld niet zo dat er een bepaald "aandachtscentrum" in de hersens is. Aandacht kan in principe overal in het brein plaats vinden.

## Vormen van aandacht
Aandacht kan op verschillende manieren worden gericht. Men kan ook spreken van verschillende vormen van aandacht.
- Actief vs. passief

James (1890) maakte onderscheid tussen actieve en passieve modi van aandacht. Aandacht is actief als het top-down (dat wil zeggen bewust en 'van binnen uit') door het individu zijn doelen of verwachtingen wordt gestuurd, het is passief als het 'bottom-up' (dat wil zeggen passief van buitenaf) door externe stimuli wordt gestuurd. Een model van bottom-up aandacht is de Saliency Map.
- Ruimtelijk vs. niet-ruimtelijk

Het lijkt wel of het richten van de aandacht altijd gekoppeld is aan posities in de ruimte: we letten op een fietser of een geluid links van ons, een bal die van links naar rechts beweegt, enzovoort. Toch is het mogelijk ook de aandacht te richten op een niet-ruimtelijk kenmerk, zoals een specifieke kleur of vorm. Bijvoorbeeld bij het wachten voor een rood verkeerslicht bereiden we ons voor op het moment dat het licht op groen zal springen.
- Op één aspect of meerdere aspecten

Aandacht kan voor korte of langere tijd op een specifiek detail of aspect van de omgeving zijn gericht, zoals een kleur, bepaald geluid, specifiek persoon, stemgeluid etc. Dit noemt men ook wel gerichte aandacht (focused attention). Bijvoorbeeld: het voeren van een gesprek met een persoon in een drukke omgeving. Hij kan echter ook gericht zijn op meerdere aspecten tegelijk. Dit heet verdeelde aandacht (divided attention) Voorbeelden zijn een piloot die tijdens een vlucht moet letten op verschillende zaken zoals de radio, de visuele omgeving, het bedienen van apparatuur. In het laatste geval moet de aandacht snel omschakelen van de ene bron naar een andere.
- Overt vs. covert

Overte aandacht is het richten van de ogen naar een stimulusbron. Coverte aandacht is het mentaal richten van de aandacht op een bepaald punt in de ruimte: de ogen kunnen bijvoorbeeld naar links kijken maar de aandacht is gericht op iets aan de rechterzijde van het lichaam. Coverte aandacht wordt beschouwd als een neuraal proces dat het signaal van een bepaald deel van het zintuiglijke panorama versterkt.
- Extern vs Intern.

Aandacht kan op aspecten of objecten in de buitenwereld zijn gericht, of op interne gebeurtenissen, zoals een beeld of indruk in het geheugen. Bij externe aandacht overheersen de zintuiglijke, bij interne aandacht de geheugenprocessen. In veel literatuur spreekt men liever van exogene (externe) resp. endogene (interne) aandachtsvormen.
- Volgehouden aandacht

Bij volgehouden aandacht (Engels: sustained attention) wordt de aandacht voor lange tot zeer lange tijd gericht op een of meerdere gebeurtenissen. Denk aan paneelbewakers bij spoorwegen of luchthavens die een beeldscherm voor lange tijd moeten bewaken. Men moet alert blijven voor gebeurtenissen die zo nu en dan en vaak met lange tussenpozen plaatsvinden. Door slaperigheid of verveling kan de aandacht verslappen en kunnen details worden gemist.

## Aandacht als mentale inspanning
Mentale inspanning heeft vaak te maken met situaties waarbij op meerdere zaken tegelijk moet worden gelet (hierboven verdeelde aandacht genoemd). De zaken waarop moet worden gelet kunnen betrekking hebben op externe informatie (zoals gebeurtenissen uit de omgeving) of op informatie die intern is opgeslagen, zoals bij denk- of geheugenprocessen. De hersenen zijn echter niet in staat alle informatie tegelijk te verwerken: men spreekt ook wel van een beperkte capaciteit of hulpbron (Engels: resource). Volgens een invloedrijke aandachtstheorie kan door mentale inspanning het beroep op de beperkte capaciteit van de hersenen ten dele worden overwonnen.
Mentale inspanning kan met behulp van specifieke cognitieve taken in het laboratorium worden nagebootst. Een voorbeeld zijn visuele zoektaken waarbij men op een beeldscherm moet zoeken naar een specifieke object te midden van andere soortgelijke objecten. Interne aandachtfuncties zijn onderzocht door middel van geheugenzoektaken of taken waarbij men een probleem (bijvoorbeeld een rekensom) moet oplossen. In geheugenzoektaken moet men aangeven of een bepaald object (letter of figuur) deel uitmaakt van een lijst objecten die van tevoren in het geheugen is geprent. Weer een ander voorbeeld is de mentale rotatietaak waarbij men een mentale voorstelling van een figuur in gedachten moet roteren. Een gemeenschappelijk element in dit soort taken is dat zij een beroep doen op het werkgeheugen.

## Afwezigheid van aandacht
Het richten van aandacht op objecten in de omgeving zorgt ervoor dat wij die objecten scherper waarnemen. Dat heeft echter ook een keerzijde, namelijk dat prikkels die geen aandacht krijgen minder goed of soms in het geheel niet worden waargenomen en dus ook niet bewust worden. Het lijkt wel of we dan 'blind' zijn voor die prikkels. Drie bekende gevallen worden hieronder genoemd.

## Change blindness
Change blindness treedt op wanneer men een grote verandering in het gezichtsveld niet opmerkt. Deze verandering kan inhouden dat een object verplaatst, veranderd of verdwenen is. Change blindness komt duidelijk naar voren in een experiment van Dan Simons en Dan Levin. In dit experiment waren de deelnemers in een voor hun bekende omgeving aan het praten met de onderzoeker die hen de weg aan het vragen was. Terwijl de deelnemers aan het uitleggen waren welke kant de onderzoeker heen moest, kwamen er een aantal mensen met een grote plaat door het gesprek heen lopen. Na dit voorval gingen de deelnemers rustig verder met het uitleggen van de route. Wat veel van hen niet in de gaten hadden, was dat hun gesprekspartner verwisseld was. Hun voormalige partner was met de deur weggelopen, en iemand anders had zijn plek ingenomen. Uiteindelijk bleek dat in 50% van de gevallen de verandering van gesprekspartner niet opgemerkt was.

### Change blindness bij goochelaars en in films
Change blindness wordt gebruikt door goochelaars bij het uitvoeren van hun trucs. Goochelaars leiden de aandacht van hun publiek af zodat hun waarneming op iets anders dan de truc gefocust is. Hierdoor zien zij de acties, die van cruciale waarde zijn voor de truc, niet. Ook in films kan change blindness optreden. Doordat sommige scènes meerdere keren gefilmd zijn, bestaan er onbedoelde veranderingen in films. Deze veranderingen worden door het publiek echter niet waargenomen. In de scène van de film Grease waarin John Travolta Grease lightning zingt, bijvoorbeeld, veranderen zijn sokken meerdere keren van zwart naar wit.

### Inattentional blindness
Inattentional blindness treedt op wanneer men een object dat zich in het gezichtsveld bevindt niet opmerkt. Meestal is dit een onverwacht object en is het object volledig te zien. Dit fenomeen is aangetoond in het onderzoek De onzichtbare gorilla test van Simons en Chabris. In dit experiment kregen deelnemers een filmpje te zien waarin studenten een bal naar elkaar overgooiden. De deelnemers moesten tellen hoe vaak de bal werd overgegooid door de studenten. Op een gegeven moment loopt een vrouw in een gorillapak door het beeld, ze kijkt in de camera en loopt daarna door. Na afloop van het experiment bleek dat slechts 50% van de deelnemers de vrouw in het gorillapak hadden waargenomen. De aandacht van de deelnemers was gefocust op het tellen waardoor de vrouw in het gorillapak vaak niet waargenomen werd.

### Waarom change blindness en attentional blindness plaatsvinden
In het veld van de psychologie is veel onderzoek gedaan naar deze fenomenen. Eerder werd aangenomen dat change blindness en attentional blindness veroorzaakt worden doordat de focus van onze aandacht maar een beperkte capaciteit heeft. Dit zou betekenen dat we bepaalde informatie missen. Later onderzoek van Landman, Spekreijse en Lamme toonde aan dat het niet enkel een kwestie van de focus van onze aandacht is. Volgens hun onderzoek is ons visuele systeem zo ontwikkeld dat wat we eerst waarnemen niet verstoord wordt door wat we later waarnemen. Dit wordt bereikt doordat de laatste waarneming wordt overschreven of verplaatst door de eerdere waarneming. Er vindt dus overschrijving plaats waardoor change blindness en attentional blindness plaats kunnen vinden. Daarnaast is er in een onderzoek van Laloyaux, Destrebecqz en Cleeremans aangetoond dat veranderingen die we niet bewust waarnemen toch onze bewuste beslissingen over de oriëntatie tot een eropvolgend object kunnen beïnvloeden. In dit onderzoek kregen de participanten eerst acht zwarte rechthoeken te zien die voor de helft verticaal en voor de andere helft horizontaal geplaatst waren. Daarna kregen ze de acht zwarte rechthoeken te zien waarbij een van richting veranderd was. Tot slot kregen ze zeven zwarte en één witte rechthoek te zien, in dezelfde positie als in de tweede situatie. De participanten moesten aangeven of er een verandering in oriëntatie van de rechthoeken was tussen de eerste en de tweede keer, en of de witte rechthoek horizontaal of verticaal was. Congruente trials waren die waarin de oriëntatie van de witte rechthoek overeenkwam met die van de rechthoek de van richting veranderd was. Bij incongruente trials was hier geen relatie tussen. Wanneer participanten change blindness ervoeren, identificeerden ze de congruente trials toch sneller en meer accuraat dan de incongruente trials. We nemen dus wel degelijk onbewust veranderingen waar tijdens change blindness en attentional blindness.

### Verschillen tussen change blindness en attentional blindness
Ondanks de afwezigheid van aandacht, die change blindness en attentional blindness gemeen hebben, bestaan er ook verschillen tussen beide fenomenen. Change blindness vindt plaats omdat het mensen niet lukt om iets waar te nemen dat in het gezichtsveld aanwezig is, attentional blindness vindt plaats omdat het mensen niet lukt om iets waar te nemen omdat men de aandacht daar niet op focust of omdat men het niet verwacht. Daarnaast heeft het bij change blindness geen effect als je aangeeft dat iemand moet focussen op een verandering, bij attentional blindness heeft dit wel effect. Ten slot is het mogelijk de aandacht bij attentional blindness vrijwillig aan te passen zodat de blindheid verdwijnt, bij change blindness is dit niet het geval.
Attentional blink, wil zeggen dat iemand een tweede visuele prikkel niet opmerkt als deze heel kort (minder dan 1/2 seconde) na de eerste prikkel komt.

## Hyperactiviteit
Hyperactiviteit, soms ook ADHD (Attention deficit hyperactivity disorder) genoemd, is een ontwikkelingsstoornis waarbij kinderen veel sterker afleidbaar zijn, of meer moeite hebben met de concentratie dan andere kinderen van dezelfde leeftijd. Deze kinderen hebben moeite met het voor langere tijd vasthouden van de aandacht, zijn vaak impulsief en motorisch onrustig. De kinderen kunnen vaak wel de aandacht richten op zaken die zij interessant vinden (zoals een computerspelletje) en deze er ook langer op richten, maar niet op zaken die in een leer- of schoolsituatie de aandacht vragen. De precieze oorzaken van ADHD zijn nog onbekend, maar er zijn aanwijzingen dat er sprake is van een disfunctie van gebieden in de hersenen, zoals de prefrontale cortex, die de hogere aandachtsfuncties reguleren. Ook zouden problemen met het dopaminerge systeem een rol kunnen spelen.